# Taubenblauer Täubling
Der Taubenblaue Täubling (Russula columbicolor) ist ein Pilz aus der Familie der Täublingsverwandten. Der erst kürzlich beschriebene (2007) und noch recht unbekannte Täubling ist mittelgroß, schmeckt mild und hat ein blass cremefarbenes Sporenpulver. Der Hut ist blass blaugrau bis blass lilagräulich und hat oft eine gelblich verfärbte Hutmitte. Der Täubling ähnelt besonders dem Papageien-Täubling und dem Blaugrünen Reiftäubling. Die Fruchtkörper erscheinen zwischen Juli und September.

## Merkmale

### Makroskopische Merkmale
Der Hut ist meist 5–7,5 (9,5) cm breit, zuerst halbkugelig, dann gewölbt bis ausgebreitet und bald in der Mitte trichterförmig vertieft. Er ist kreisrund, regelmäßig geformt und selten gelappt oder verbogen. Die Oberfläche ist glatt, trocken, matt glänzend und nicht bereift. Der Hutrand ist nur schwach auf 0,5–1 cm Länge gerieft. Die Randzone kann angedeutet radial geädert sein. Die Huthaut lässt sich 1–2 cm weit abziehen, darunter ist das Fleisch gräulich bis rosalich getönt. Jung ist der Hut einheitlich blaugrau, danach blasser blaugrau oder manchmal blass grünlich- oder lilagrau gefärbt, zeigt jedoch selten rötliche Farbtöne, wie sie für den Fleischroten Speise-Täubling typisch sind. Die Hutmitte ist zart pastellfarben, grau, blassrosa oder ocker-lila und selten dunkel blaugrau gefärbt, ist aber niemals olivfarben. Die Mitte des Huttrichters ist oft creme-ockerlich oder gelb gefärbt und neigt zum Ausblassen.
Die dicht stehenden, mehr oder weniger brüchigen Lamellen sind selten gegabelt oder mit Lamelletten untermischt. In der Stielnähe sind sie häufiger queradrig verbunden. Die Lamellenschneiden sind meist bogig, 6–8 mm breit und am Stiel gerade angewachsen. Sie sind jung weißlich und bleiben auch bei Reife blass. Das Sporenpulver ist blass cremefarben (nach Romagnesi IIa–(IIb)).
Der relativ dicke, feste und zylindrische Stiel ist 3,5–5,5 (7) cm lang und 1,3–1,8 (2,2) cm breit. Die Oberfläche ist manchmal etwas uneben und häufig ist der Stiel nach oben hin verdickt oder etwas bauchig. Normalerweise ist der Stiel mehr oder weniger weißlich und in der Farbe unveränderlich, doch gelegentlich kann er auch lila überhaucht sein. Die Stielbasis ist rundlich und nur sehr selten zugespitzt. Bei alten und großen Fruchtkörpern ist der Stiel im Inneren ausgestopft und von einer dünnen Rinde umgeben. In der Regel sind die Stiele immer kürzer als der Hutdurchmesser.
Das Fleisch ist fest und in der Hutmitte bis 10 mm dick, wird aber zum Rand hin rasch dünner. Es schmeckt mild, kann aber bei jungen Pilzen vor allem in den Lamellen deutlich pikant schmecken. Der Geruch ist schwach und unauffällig oder fehlt ganz. Mit Eisensulfat verfärbt sich die Stielrinde blass orange bis rosa und mit Guajak langsam grünlich und erst nach einiger Zeit blaugrün.

### Mikroskopische Merkmale
Die eher kleinen, breitelliptischen, seitlich etwas bohnenförmig eingekrümmten Sporen variieren relativ stark in ihrer Größe. Sie sind zwischen 5,6–6,4 (7,2) µm lang und 4,8–5,6 (6,4) µm breit. Der Q-Wert (Quotient aus Sporenlänge und -breite) beträgt 1,1–1,3. Der Hilarfleck ist inamyloid. Der Appendix (Hilum) ist hyalin, kaum sichtbar und leicht kegelstumpfförmig und misst 1,2–1,5 × 0,6–1 µm. Das Sporenornament besteht aus pusteligen, punktierten oder halbkugeligen niedrigen, 0,3–0,6 µm hohen Warzen, die durch kurze, bis zu 0,6 µm dicke, oft gewinkelte, teilweise perlkettenförmige Grate und zusätzliche, dünne Linien verbunden sein können. So entsteht manchmal eine fast netzartige Struktur. Abweichend davon kann man jedoch bei vielen Sporen auch deutlich höhere, isoliert stehende, nur teilweise angefärbte, kegelige, 0,8 (1,2) µm hohe Warzen beobachten, die bei manchen Aufsammlungen sogar in der Überzahl sind. Bei gleichzeitiger Abnahme der Verbindungen zwischen den Warzen, wirkt das Sporenornament dann völlig anders.
Die schlanken, viersporigen Basidien sind 35–50 µm lang und 8–10 µm breit. Die Zystiden sind auf der Schneide und der Lamellenfläche zahlreich und mehr oder weniger spindelförmig. Nur selten sind sie mehr keulenförmig bis zylindrisch. Sie sind 55–90 µm lang und 9–14 µm breit und am Ende abgerundet. Oftmals tragen sie ein dünnes Anhängsel oder sind etwas kopfig kristallin. Mit Sulfovanillin färben sie sich von der Mitte bis zur Spitze dunkelgrau bis graurot an.
Die Huthaut (Epicutis) ist sehr dünn und wird von deutlich verzweigten Hyphen gebildet. Neben einigen haarförmigen Hyphen überwiegen 3–5-fach septierte, an den Trennstellen leicht eingeschnürte Hyphen. Die ersten Glieder sind dabei 7–25 (40) µm lang und ca. 2,5–6(8) µm breit, das folgende, lange und ausspitzende Endglied ist etwa 20–40 (60) µm lang und am Ende abgerundet. Nur selten verschmälern sich die kurzen Glieder der Epicutishyphen kontinuierlich bis zum kegelförmigen Endglied und sind dabei kaum eingeschnürt. Die unseptierten, 50–75 µm langen und 7–12 (16) µm breiten, meist keuligen Pileozystiden sind oben überwiegend stumpf oder stumpfkegelig. Entspringen sie in tieferen Schichten, können sie auch schlanker ausgebildet sein und 100 µm Länge erreichen. Mit Sulvovanillin färben sie sich deutlich dunkelgrau bis leicht rötlich, jedoch niemals schwarz an.

## Artabgrenzung
Der Taubenblaue Täubling unterscheidet sich von den anderen Arten der (Unter)Sektion Griseinae durch die deutlich blassere, graulila bis graublaue Hutfarbe. Er ähnelt besonders dem Papageien-Täubling (R. ionochlora) und dem Blaugrünen Reif-Täubling (R. parazurea).
Der Papageien-Täubling lässt sich recht leicht durch die größeren, isoliert-warzig ornamentierten Sporen unterscheiden.
Schwieriger ist die Abgrenzung des Blaugrünen Reif-Täublings, der ebenfalls ein mehr netziges Sporenornament und eine ähnliche Huthautanatomie besitzt. Der Taubenblaue Täubling unterscheidet sich aber durch die überwiegend stumpf-keuligen Pileozystiden, die deutlicher zylindrisch bis deutlich spindelig sind oder ein zur Spitze hin verjüngtes Anhängsel tragen. Das Sporenornament des Blaugrünen Reif-Täublings besteht meist aus dünnen Verbindungslinien, der Taubenblaue Täubling hat hingegen ein Ornament, das aus überwiegend abgewinkelten Graten und vereinzelten Maschen besteht. Außerdem ist seine Sporengröße durchschnittlich kleiner und der Sporenstaub etwas heller als beim Blaugrünen Reif-Täubling. Makroskopisch unterscheidet er sich durch den immer blass pastellfarbenen und niemals bereiften oder schorfigen Hut.

## Ökologie und Verbreitung
Zur Ökologie und Verbreitung des Täublings lässt sich bisher noch nicht viel sagen. Die bisher gefundenen Aufsammlungen stammten aus einem Park mit einer ausgedehnten, gepflegten Rasenfläche ohne Krautschicht und einem aufgelockerten, älteren Baumbestand aus vorwiegend Rotbuchen beziehungsweise aus einem parkähnlichen Eichenhain. Als Mykorrhizapartner kommen Rotbuchen, Hainbuchen, Eichen und Linden infrage. Die Fruchtkörper erscheinen zwischen Juli und September.
Funde aus dem Bayreuther Hofgarten (Bayern) und Heidenau (Niedersachsen) lassen vermuten, dass der Täubling in ganz Deutschland verbreitet ist, weitergehende Angaben lassen sich aber bisher noch nicht machen.

## Systematik
Der Täubling wurde 2007 durch W. Jurkeit und E. Herches beschrieben und von den Autoren aufgrund des blass-cremefarbenen Sporenpulvers und seiner unverkennbaren Ähnlichkeit zum Papageien-Täubling und dem Blaugrünen Reif-Täubling in die (Unter)-Sektion Griseinae gestellt.
Das wissenschaftliche Artattribut (Epitheton) leitet sich ab den lateinischen Wörtern „columba“ (Taube) und „color“ (Farbe) und ist wie auch der deutsche Artname eine Anspielung auf den taubenblau gefärbten Hut jüngerer Fruchtkörper.

## Bedeutung
Der Täubling ist wie alle Täublinge aus der Untersektion Griseinae essbar.